# جزیره شمالی
جزیره شمالی (به انگلیسی: North Island، به مائوری: Te Ika-a-Māui)  یکی از دو جزیرهٔ اصلی نیوزیلند است که توسط تنگه کوک از جزیرهٔ کم‌جمعیت‌تر جنوبی جدا شده‌است. این جزیره با مساحت ۱۱۳٬۷۲۹ کیلومتر مربعی خود، چهاردهمین جزیرهٔ بزرگ جهان به‌شمار می‌رود. جزیرهٔ شمالی بنا بر سرشماری انجام‌گرفته در ژوئن ۲۰۱۱ دارای ۳٬۳۶۶٬۱۰۰ نفر جمعیت بود.
جزیرهٔ شمالی شامل ۱۲ شهر آوکلند (بزرگترین شهر جزیره)، تائورانگا، پالمرستون نورث، گیسبورن، نپیر، نیو پلیموث، هامیلتون، هیستینگز، روتوروآ، وانگانوئی، وانگارئی و ولینگتون (پایتخت نیوزیلند) است. ولینگتون در جنوبی‌ترین قسمت این جزیره قرار دارد. تقریباً ۷۶٪ جمعیت نیوزیلند در جزیرهٔ شمالی زندگی می‌کنند.

## نام‌گذاری
گرچه سالیان بسیاری است که این جزیره با عنوان جزیرهٔ شمالی شناخته می‌شود اما هیأت جغرافیایی نیوزیلند به این نتیجه رسیده است که این جزیره و جزیرهٔ جنوبی دراصل هیچ نام رسمی‌ای ندارند. بنابراین آنها تصمیم گرفتند که «جزیره شمالی» را به عنوان نام رسمی این جزیره اعلام و درکنارش نامی را نیز به زبان مائوری انتخاب کنند. چندین نام مائوری مورد استفاده قرار گرفت اما اریما هِنِر، کمیسیونر زبان مائوری، نام Te Ika-a-Māui را محتمل‌ترین انتخاب می‌داند.

## در افسانه‌های مائوری
بنا بر اسطوره‌های مائوری، جزیره‌های شمالی و جنوبی نیوزیلند بر اثر کارهای نیمه‌خدایی به‌نام مائوئی سر از آب بیرون آوردند. مائوئی و برادرش از درون کانوی خود (جزیره جنوبی) مشغول ماهی‌گیری بودند که ناگهان مائوئی، ماهی بزرگی را صید کرد و آنرا از دریا بیرون کشید. برادرش در مدتی که مائوئی حواسش به ماهی نبود به مبارزه با ماهی پرداخت و آن‌را قطعه‌قطعه کرد. این ماهی به جزیرهٔ شمالی تبدیل شد و این جزیره در زبان مائوری، تِه ایکا-آ-مائوئی به‌معنای «ماهی مائوئی» نام گرفت. بنا بر این باور، کوه‌ها و دره‌ها نیز در نتیجهٔ عمل برادر مائوئی در تکه‌تکه کردن ماهی به‌وجود آمدند.
تا اوایل سدهٔ بیستم، جزیرهٔ شمالی دارای یک نام مائوری دیگر باعنوان  Aotearoa نیز بود اما امروزه از این نام برای نامیدن کل نیوزیلند استفاده می‌شود.

## بوم‌شناسی
جزیرهٔ شمالی دارای شمار بسیاری از پرندگان و گونه‌های گیاهی است و چندین پارک ملی همچون پارک ملی تونگاریرو و پارک ملی اگمونت و دیگر مناطق محافظت‌شده در آن وجود دارد.

## ناحیه‌های جزیره شمالی

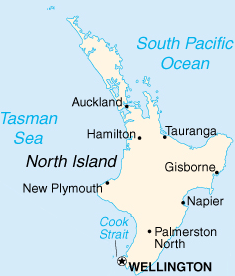
نقشهٔ جزیرهٔ شمالی و برخی از شهرهای آن

جزیرهٔ شمالی دارای ۹ ناحیهٔ دولتی محلی به شرح زیر است:
- نورثلند
- آوکلند
- بی آو پلنتی
- گیسبورن
- وایکاتو
- تاراناکی
- ماناواتو-وانگانوئی
- هاوکس بی
- ولینگتون

## شهرها و شهرک‌های جزیره شمالی
- آوکلند
- گیسبورن
- هامیلتون
- هیستینگز
- مسترتون
- نپیر
- نیو پلیموث
- پالمرستون نورث
- روتوروآ
- تائوپو
- تائورانگا
- وانگانوئی
- وانگارئی
- ولینگتون